# Salcha (rivière)
Pour les articles homonymes, voir Salcha.
La rivière Salcha est un cours d'eau d'Alaska, aux États-Unis située dans la Borough de Fairbanks North Star. C'est un affluent de la rivière Tanana, laquelle se jette dans le  fleuve Yukon.

## Description
Longue de 125 milles (201 km), elle coule en direction de l'ouest-sud-ouest, pour rejoindre la rivière Tanana à  33 milles (53 km) au sud-ouest de Fairbanks.
Son nom indien a été référencé en 1898 par Brooks comme Salchaket.
Elle possède 3 affluents :
- North Fork,
- South Fork,
- Little Chena River.

L'Oléoduc trans-Alaska croise la rivière Salcha à environ 12 milles (19 km) à l'est de son confluent.

## Sources
- (en) « Salcha (rivière) », Geographic Names Information System

- (en) Cet article est partiellement ou en totalité issu de l’article de Wikipédia en anglais intitulé « Salcha River » (voir la liste des auteurs).